# Liste der Straßen und Plätze in Berlin-Friedrichsfelde

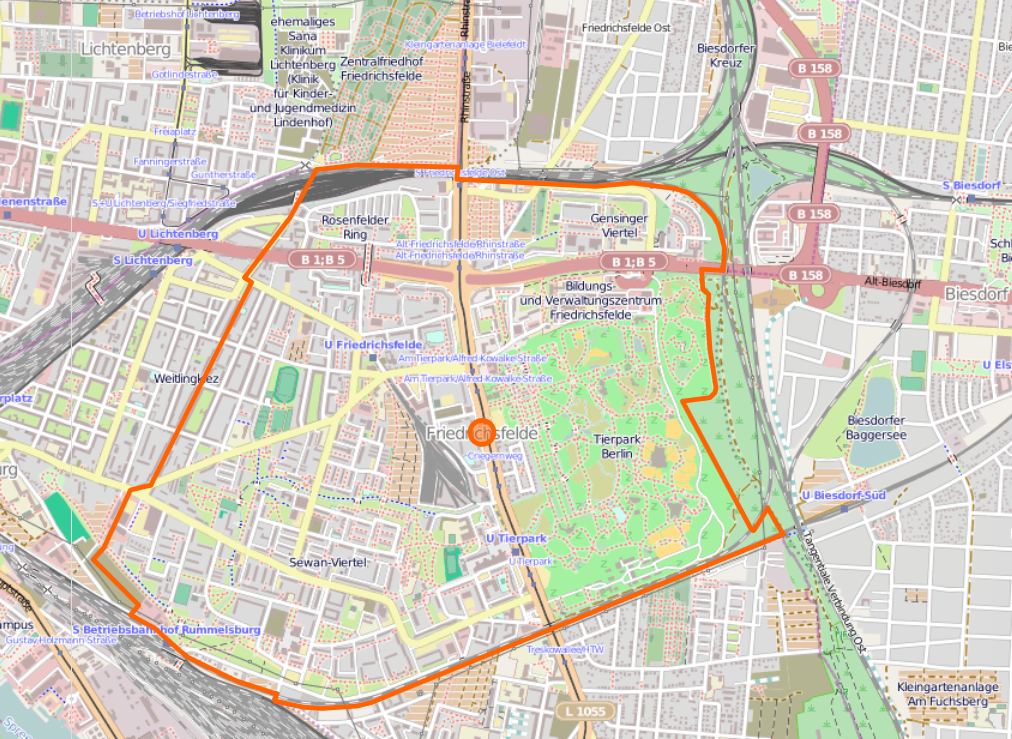
Straßensystem des Ortsteils
Berlin-Friedrichsfelde
(aus OpenStreetMap)

Die Liste der Straßen und Plätze in Berlin-Friedrichsfelde ist eine Übersicht der in dem Berliner Ortsteil Friedrichsfelde im Bezirk Lichtenberg historisch oder gegenwärtig vorhandenen Straßen und Plätze. Gleichzeitig ist diese Zusammenstellung eine der Listen aller Berliner Straßen und Plätze.

## Überblick

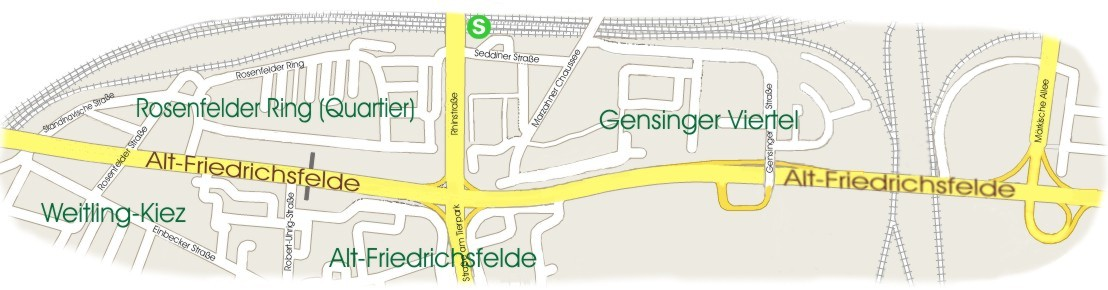
Wohnviertel (grün) und Verkehrswege um Alt-Friedrichsfelde

Der Ortsteil kann entsprechend seinem Wachsen in verschiedene Quartiere unterteilt werden: den Bereich des historischen Ortskerns um die Alfred-Kowalke-Straße, den Bereich nördlich und südlich der Einbecker Straße (damals Neu-Lichtenberg), die ‚Splanemann-Siedlung‘ (in den 1920er Jahren eine der ersten Wohnsiedlungen mit Plattenbauten), das Sewanviertel beiderseits der Sewanstraße (in den 1960er Jahren als Hans-Loch-Viertel errichtet und fast vollständig mit Namen von Gewässern belegt), das Wohngebiet Rosenfelder Ring (Mitte der 1960er Jahre entstanden), das Gensinger Viertel (um 1980 entstanden und ab 1998 erweitert) und anfänglich sechs ‚Kolonien‘ oder Kleingartenanlagen (KGA). Durch Gebietsveränderungen innerhalb des Bezirks im Jahr 2001 gelangte die KGA ‚Alwin Bielefeldt‘ zum Ortsteil Lichtenberg, sodass zu Friedrichsfelde nur noch fünf Kleingartenanlagen gehören. Klare Prinzipien der Straßennamensvergabe sind nicht erkennbar, unter anderem auch wegen mehrfacher Umbenennungen.
Zahlreiche Wohnbauten entstanden in den Jahren zwischen 1924 und 1931, weil der damalige Magistrat von Berlin die Erhebung einer Hauszinssteuer beschlossen hatte. Diese Sonderabgaben der Hausbesitzer wurden zur Vergabe günstiger Kredite für den gemeinnützigen Wohnungsbau verwendet. Die schnell gegründeten städtischen, gewerkschaftlichen und genossenschaftlichen Wohnungsbaugesellschaften ließen nun im großen Stil das Neu-Lichtenberg – die westliche Ausdehnung von Alt-Friedrichsfelde Richtung Lichtenberger Kiez errichten. Lange Straßenzeilen mit lichten Hofanlagen ohne Hinterhöfe wurden nach Plänen bedeutender Architekten jener Zeit fertiggestellt. So entstanden beispielsweise die Wohnkomplexe ‚Sonnenhof‘, ‚Ulmenhof‘ und ‚Pappelhof‘.
Im Berliner Adressbuch wird Friedrichsfelde mit seinen Straßen erstmals 1897 aufgeführt.
Friedrichsfelde hat 58.098 Einwohner (Stand: 31. Dezember 2024) und umfasst die Postleitzahlenbereiche 10315, 10317 und 10319.

## Übersicht der Straßen und Plätze
Die nachfolgende Tabelle gibt eine Übersicht über die vorhandenen Straßen und Plätze im Ortsteil sowie einige dazugehörige Informationen.
- Name/Lage: aktuelle Bezeichnung der Straße oder des Platzes. Über den Link Lage kann die Straße oder der Platz auf verschiedenen Kartendiensten angezeigt werden. Die Geoposition gibt die Lage der ungefähren Mitte der Straßenlänge an.
- Im amtlichen Straßenverzeichnis nicht aufgeführte Verkehrswege sind mit * gekennzeichnet.
- Ehemalige oder nicht mehr gültige Straßennamen sind kursiv gesetzt. Für bedeutende ehemalige Straßen oder historische Straßennamen ist gegebenenfalls eine gesonderte Liste vorhanden.
- Länge/Maße in Metern:
Die in der Übersicht enthaltenen Längenangaben sind  gerundete Übersichtswerte, die in Google Earth mit dem dortigen Maßstab ermittelt wurden. Sie dienen Vergleichszwecken und werden, sofern amtliche Werte bekannt sind, ausgetauscht und gesondert gekennzeichnet.
Bei Plätzen sind die Maße in der Form a × b für rechteckige Anlagen und für (ungefähr) dreieckige Anlagen als a × b × c mit a als längster Seite angegeben.
Sofern die Straße auch in benachbarte Ortsteile weiterführt, gibt der Zusatz ‚im Ortsteil‘ an, wie lang der Straßenabschnitt innerhalb des Ortsteils dieses Artikels ist.
- Namensherkunft: Ursprung oder Bezug des Namens.
- Anmerkungen: weitere Informationen über anliegende Baudenkmale oder Institutionen, die Geschichte der Straße und historische Bezeichnungen.
- Bild: Foto der Straße oder eines anliegenden Objektes.

Diese Zusammenstellung wird speziell ergänzt durch die Darstellung der Stadtquartiere Weitlingkiez und Alt-Friedrichsfelde. Die dortigen Straßen und Plätze sind hier nur kurz genannt und entsprechend verlinkt.
| Name/Lage                      | Länge/Maße (in Metern)                    | Namensherkunft | Datum der Benennung | Anmerkungen | Bild |
| ------------------------------ | ----------------------------------------- | --- | ------------------- | --- | --- |
| Agnes-Kraus-Weg (Lage)         | 0630                                      | Agnes Kraus (1911–1995), Schauspielerin | 16. Feb. 2011       | Ein bisher namenloser Fußweg entlang des Ost- und Südufers des Kraatzgrabens (Tränkegraben oder Katzengraben) zwischen der Sewanstraße und der Erich-Kurz-Straße erhielt auf Beschluss der BVV Lichtenberg den Namen der DDR-Schauspielerin an ihrem 100. Geburtstag. Als Namenshinweis vor Ort wurde ein Gedenkstein enthüllt. | |
| Alfred-Kowalke-Straße (Lage)   | 0820                                      | Alfred Kowalke (1907–1944), kommunistischer Widerstandskämpfer | 14. Jan. 1976       | Die historische Dorfstraße von Friedrichsfelde beginnt an der Einbecker Straße am U-Bahnhof Friedrichsfelde, kreuzt die Straße Am Tierpark und endet als Sackgasse hinter der Charlottenstraße. Bei ihrer ersten Befestigung und intensiveren Bebauung um 1900 erhielt sie die Bezeichnung Wilhelmstraße. Erst dreißig Jahre nach dem Ende des Zweiten Weltkriegs wurde sie bei der baulichen Erweiterung des Wohngebietes umbenannt. An ihr stehen die Dorfkirche Friedrichsfelde, die Preußensäule, die Treskow-Platane und ein Gedenkstein für Nikolai Bersarin. | Mittelstreifen mit Preußensäule |
| Alt-Friedrichsfelde (Lage)     | 1395 (im Ortsteil)                        | Dorf Friedrichsfelde | 26. Juli 1927       | Die Straße beginnt als Fortsetzung der Frankfurter Allee an der Ortsteilgrenze zu Rummelsburg, kreuzt Rhinstraße/Am Tierpark und endet an der Ortsteilgrenze zu Biesdorf. Dort geht sie in die Straße Alt-Biesdorf über. Frühere Namen waren Frankfurter Chaussee (westlich zwischen Bahnhof Lichtenberg und Schloßstraße) und Berliner Straße (östlich zwischen Schloßstraße und Alt-Biesdorf; beides bis 1927) und Straße der Befreiung (von 1976 bis 1992). Details siehe Alt-Friedrichsfelde | |
| Am Kraatz-Tränke-Graben (Lage) |                                           | Kraatz-Tränke-Graben, volkstümlich auch Katzengraben | 13. Juli 2017       | Der bis dahin namenlose Fußweg zum Betriebsbahnhof Rummelsburg erhielt seinen Namen, um die Orientierung im Wohngebiet Sewanviertel zu verbessern. Es handelt sich um gewidmetes Straßenland. | Am linken Bildrand verläuft der namensgebende Wassergraben |
| Am Lindenplatz (Lage)          | 0255                                      | Linde, Laubbaum | 10. Jan. 2003       | Der abgewinkelte Straßenzug nordöstlich der Schwarzmeerstraße entstand nach Erweiterungsbauten im Quartier. Im tatsächlichen Sinn ist das kein Platz, sondern eine geschlossene Wohnanlage mit Reihenhäusern (siehe Bild). | |
| Am Tierpark (Lage)             | 1815                                      | Tierpark | 15. Juli 1961       | Die Straße führt in Nord-Süd-Richtung von der Kreuzung Alt-Friedrichsfelde bis zur Eisenbahnbrücke unter der VnK-Strecke, wo sie sich als Treskowallee im Ortsteil Karlshorst fortsetzt. Im 18. Jahrhundert Chaussee nach Cöpenick genannt, bekam der Verkehrsweg 1897 den Namen Schloßstraße, da er am Schloss Friedrichsfelde vorbei führte. Nach der Fertigstellung des Tierparks auf dem ehemaligen Schlossparkgelände erhielt die Straße ihren heutigen Namen, wobei der Nordabschnitt der früheren Treskowallee (zunächst als Verlängerte Schloßstraße bezeichnet) hinzugefügt wurde. An der Straße liegen die Dorfkirche Friedrichsfelde, der U-Bahnhof Tierpark und das Einkaufszentrum TierparkCenter. Sie wird in ganzer Länge von den Straßenbahnlinien M17, 27 und 37 durchfahren. | |
| An der Hansekogge (Lage)       | 0190                                      | Die Kogge (Springbrunnen) | 29. Juli 2016       | Die Stichstraße zweigt von der Gensinger Straße ab und führt durch eine in den 2010er Jahren entstandene Reihenhaussiedlung im Gensinger Viertel. Als Namensgeber für den neuen Verkehrsweg dient die hier platzierte ehemalige Brunnenskulptur. (unteres Bild) | Frei stehende Kogge, 2023 |
| Archenholdstraße (Lage)        | 0960                                      | Friedrich Archenhold (1861–1939), Astronom und erster Leiter der Sternwarte im Treptower Park                                                                                         | 21. Nov. 1951       | Die Straße verläuft von der Einbecker Straße am Zamenhofpark bis zur Rummelsburger Straße. Bei der Erstanlage vor 1892 hieß sie Walderseestraße; vom 31. Mai bis zum 20. November 1951 Archenholdweg. Fast alle erhaltenen Wohnbauten stammen aus dem Anfang des 20. Jahrhunderts. | |
| Baikalstraße (Lage)            | 0420                                      | Baikalsee, Gewässer in Russland | 9. Juli 1955        | Sie verläuft von der Sewanstraße zunächst nach Norden, knickt dann nach Osten ab und endet an der Volkradstraße. Bei Baubeginn zum ersten Bauabschnitt des damaligen Hans-Loch-Viertels wurde sie Straße F genannt. An der Ecke zur Volkradstraße befindet sich seit 1982 die lebensgroße Sandsteinfigur ‚Frauenakt‘ (auch ‚Die Badende‘ genannt). | Baikalstraße |
| Balatonstraße (Lage)           | 0685                                      | Balaton, Gewässer in Ungarn | 9. Juli 1955        | Die Straße verläuft in West-Ost-Richtung zwischen Volkrad- und Moldaustraße. Sie wurde bei Baubeginn zum ersten Bauabschnitt des Hans-Loch-Viertels als Neubaustraße 1 angelegt. | Balatonstraße |
| Bietzkestraße (Lage)           | 0300 (im Ortsteil)                        | Kurt Bietzke (1894–1943), kommunistischer Widerstandskämpfer | 31. Mai 1951        | Sie beginnt als Fortsetzung der Sophienstraße im Ortsteil Rummelsburg und endet im Osten am Eingang zum Stadion Friedrichsfelde. Das westlich der Marie-Curie-Allee gelegene Teilstück der Straße mit den Hausnummern 1 bis 4 liegt im Ortsteil Rummelsburg. Zwischen 1900, als die bauliche Erschließung des Gebietes begann, bis 1951 hieß sie Fürst-Bismarck-Straße. | |
| Charlottenstraße (Lage)        | 0340                                      | Charlotte von Preußen (1860–1919), Tochter von Kaiser Friedrich III. | 1897                | Sie verläuft winklig zwischen Alt-Friedrichsfelde und Alfred-Kowalke-Straße östlich der Straße Am Tierpark. Zwei Jahre nach der Namensgebung der Straße wies sie neben Gärten erst zwei Häuser auf. Trotz der Bestrebungen in den 1950er Jahren, Straßen, die nach Angehörigen des früheren Adels benannt waren, umzubenennen, behielt die Straße ihren Namen. | Charlottenstraße |
| Criegernweg (Lage)             | 080                                       | Paul von Criegern (1850–1930), preußischer General | 1. Dez. 1936        | Die kurze Wohnstraße zwischen der Straße Am Tierpark und dem Lüttichauweg befindet sich auf dem früheren Gut Treskow. Bei ihrer Erstanlage hieß sie Straße 124. | |
| Dathepromenade (Lage)          | 0750                                      | Heinrich Dathe (1910–1991), erster Direktor des Berliner Tierparks | 7. Nov. 2005        | Der vorher bereits vorhandene Fußgängerweg im Wohngebiet Sewanstraße zwischen Sewanstraße und Heinrich-Dathe-Platz erhielt erst 2005 einen eigenen Namen. Ein hier zunächst aufgestellter Pavillon wurde auf Beschluss der BVV Lichtenberg im April/Mai 2011 an einen neuen Standort in Alt-Hohenschönhausen (Stadtteilzentrum Hedwigstraße 9/10) versetzt. Dort dient er Kindern einer Betreuungseinrichtung als Kunstatelier. | Dathepromenade |
| Delbrückstraße (Lage)          | 0290 (im Ortsteil)                        | Rudolph von Delbrück (1817–1903), preußischer Politiker | 1902                | Die Straße ist die östliche Fortsetzung der Münsterlandstraße im Ortsteil Rummelsburg und endet an der Rummelsburger Straße. Das westlich der Marie-Curie-Allee gelegene Teilstück der Straße mit den Hausnummern 1 bis 5 liegt im Ortsteil Rummelsburg. Sie sollte ursprünglich im September 1946 in Reudener Straße umbenannt werden, was vom damaligen Berliner Magistrat nicht bestätigt wurde. | Delbrückstraße |
| Dolgenseestraße (Lage)         | 1150                                      | Dolgensee, Gewässer in Brandenburg | 17. Dez. 1969       | Die Straße verläuft mit mehreren Seitenarmen abgewinkelt zwischen Sewanstraße und Michiganseestraße. Im Rahmen des zweiten Bauabschnitts des damaligen Hans-Loch-Viertels wurde sie angelegt. An der Ecke Mellenseestraße schmückt seit 1975 ein von Manfred Ebeling gestalteter Kugelbrunnen die Wohnstraße. Vor der Schule in dieser Straße ist eine Bronzegruppe ‚Junges Paar‘ vom Bildhauer Rolf Winkler zu sehen. | Dolgenseestraße |
| Eggersdorfer Straße (Lage)     | 0485                                      | Eggersdorf, Ortsteil von Petershagen-Eggersdorf in Brandenburg | 31. Mai 1951        | Sie verläuft zwischen Rummelsburger Straße und Zachertstraße entlang der Sportplätze des Stadions Friedrichsfelde. Zuerst hieß der Verkehrsweg Dallwitzstraße. | Eggersdorfer Ecke Bietzkestraße |
| Einbecker Straße (Lage)        | 0855 (im Ortsteil)                        | Einbeck, Stadt in Niedersachsen | 24. Mai 1951        | Die Straße verläuft im Ortsteil zwischen Rosenfelder und Rummelsburger / Alfred-Kowalke-Straße am U-Bahnhof Friedrichsfelde. Der westliche Bereich (Hausnummern 16–37) gehört zu Rummelsburg; zu Friedrichsfelde gehören die Hausnummern 39–119. Bei der Erstanlage um das Jahr 1880 war dieser Abschnitt die Prinzenallee (bis 1951). Das untere Bild zeigt einen Blick von der Einmündung der Wönnichstraße ostwärts. Im Haus Nr. 41 befand sich 1945 der Sitz der Gruppe Ulbricht nach ihrer Rückkehr aus der Sowjetunion. Vor dem Haus Nr. 85 steht seit 1982 ein Keramikbrunnen zum Thema ‚Pflanzen und Früchte‘ von Christina Renker und Alfred Bernau. Des Weiteren ist eine von der Wohnungsbaugenossenschaft ‚Vorwärts‘ eingerichtete Nostalgie-Wohnung erwähnenswert. Sie ist im Stil der 1950er Jahre der DDR eingerichtet, befindet sich im Haus Nr. 102 und kann an zwei Tagen der Woche kostenlos besichtigt werden. | |
| Elfriede-Tygör-Straße (Lage)   | 0205                                      | Elfriede Tygör (1903–1944), Widerstandskämpferin | 14. Jan. 1976       | Der Weg existierte bereits jahrzehntelang, trug aber keinen Namen. Die Straße verläuft zwischen Franz-Mett-Straße und Am Tierpark. Auf einer Straßenseite stehen die Gebäude der früheren ,Gotthold-Ephraim-Lessing Oberschule’ (Hausnummer 1 und 3) und auf der anderen Straßenseite eine ehemalige Kinderkombination (Hausnummer 2 und 4). Beide Typenbauten aus DDR-Zeiten wurden zwischen 2008 und 2012 zu komfortablen Wohnungen umgebaut. | |
| Enckevortweg (Lage)            | 0290                                      | Enckevort, Adelsfamilie mit der Familie von Treskow verwandt | 1. Dez. 1936        | Der Namensbezug ist nicht eindeutig geklärt. Angelegt wurde der Weg als Straße 26 im Villenviertel um den Criegernweg. | |
| Erich-Kurz-Straße (Lage)       | 0580                                      | Erich Kurz (1895–1944), kommunistischer Widerstandskämpfer | 14. Jan. 1976       | Die neue, mehrfach abgewinkelte Straße im dritten Bauabschnitt des ehemaligen Hans-Loch-Viertels verläuft zwischen Am Tierpark und Dathepromenade und ist eine Sackgasse. An ihrem tierparkseitigen Ende befindet sich das Janusz-Korczak-Haus (Hausnummer 4a; siehe Bild), betrieben vom Evangelischen Jugend- und Fürsorgewerk. Das siebenstöckige Gebäude bietet unter anderem Mutter-Kind-Wohnen, Familienwohnen, eine Kita, Therapieeinrichtungen, Jugendgruppen. Im Gebäude Erich-Kurz-Straße 9 wohnte von 1979 bis 1993 der Dramatiker und Präsident der Akademie der Künste Heiner Müller. Die Howoge als Eigentümerin des Gebäudes ließ vom Metallkünstler Achim Kühn eine Gedenktafel anfertigen, die am Eingang angebracht wurde und an Müller erinnert. In der Nr. 6 befindet sich die ,Paul-und-Charlotte-Kniese-Schule’, eine Ganztagsschule für sehgeschädigte Kinder (siehe Bild). | |
| Erieseering (Lage)             | 0500                                      | Eriesee, Gewässer in den USA und Kanada | 5. Juni 1992        | Zuerst (1961) war dieser Verkehrsweg ein Teil der Hans-Loch-Straße. Anlässlich der Umbenennung einiger Straßen im Jahr 1992 wurde er als neuer Verkehrsweg nördlich der Sewanstraße ringförmig geführt. | Erieseering |
| Franz-Mett-Straße (Lage)       | 0685                                      | Franz Mett (1904–1944), kommunistischer Widerstandskämpfer in der Gruppe Robert Uhrig                                                                                                 | 14. Jan. 1976       | Die innergebietliche Erschließungsstraße im Sewanviertel verläuft zwischen der Straße Am Tierpark und der Alfred-Kowalke-Straße. Das Haus Nummer 1 dieser Straße gehört zur U-Bahn-Betriebswerkstatt Friedrichsfelde der BVG. Das westliche Areal wird von Bahnabstellgleisen und Spezialwerkstätten eingenommen. | Abacus Tierpark-Hotel in der Franz-Mett-Straße 3–9 |
| Friedenhorster Straße (Lage)   | 0500                                      | Bezeichnung innerhalb des hier vorhanden gewesenen Kriegsinvalidenheims: Frieden und Horst = Nest                                                                                     | 6. Juli 1927        | Die Straße verläuft zwischen der VnK-Strecke und der Sewanstraße. Genaue amtliche Dokumente zur Namensgebung sind nicht vorhanden. Zuvor hieß sie Straße 16 a. | Friedenhorster Straße |
| Gensinger Straße (Lage)        | 2500 (im Ortsteil)                        | Gensingen, Ortsgemeinde in Rheinland-Pfalz | 9. Jan. 1992        | Die Straße verläuft mehrfach abgewinkelt und verzweigt zwischen der Marzahner Chaussee und Alt-Friedrichsfelde. Eine früher im Siedlungsbereich nördlich der Frankfurter Chaussee vorhandene kleine Straße trug ab 1937 diesen Namen. Als in den späten 1970er Jahren auf der Fläche nördlich der Straße Alt-Friedrichsfelde mehrgeschossige Plattenbauten errichtet wurden, erhielt die nunmehr wesentlich erweiterte Straße den Namen Werner-Lamberz-Straße, den sie bis 1992 trug. Ab 1998 wurde das Wohngebiet im Osten mit zwei viertelrund geformten Wohnstraßen erweitert. Auch diese tragen nun den Namen Gensinger Straße. An zwei Stellen befinden sich bildkünstlerische Werke: vor dem gesellschaftlichen Zentrum ein monumentaler Brunnen Kogge von Nikolaus Bode (1982) und auf einem Wohnhof eine Spielplastik von Günter Schumann Fabeltier (1980). | Seniorenheim Kursana, im Juni 1980 als Pflegeheim eröffnet · Kogge-Brunnen |
| Heinrich-Dathe-Platz (Lage)    | 095 × 60                                  | Heinrich Dathe (1910–1991), erster Direktor des Berliner Tierparks | 7. Nov. 2005        | Der Platz war vorher namenlos und galt als ein Abschnitt der Dathepromenade. Zwischen Juli und Oktober 2010 wurde er komplett gesäubert und umgestaltet, wofür 120.000 Euro aus dem Förderprogramm Stadtumbau Ost investiert wurden. Er stellt eine Sichtachse zum Tierpark her. | Heinrich-Dathe-Platz |
| Hohenschönhauser Weg (Lage)    | 0150                                      | Hohenschönhausen, Richtung der Straße | vor 1914            | Der Weg verläuft seit den 1970er Jahren als Anliegerstraße zwischen Seddiner Straße und Marzahner Chaussee. Ursprünglich nach den Regeln der Namensbildung als Hohenschönhausener Weg bezeichnet, wird die Straße 1914 erstmals im Berliner Adressbuch genannt. Der Weg führte von der Frankfurter Chaussee bis nach Hohenschönhausen, 1926 findet sich noch die Aussage „unbebaut“. Durch die Anlage der Preußischen Ostbahn und der S-Bahn verschwand der nördliche Teil. In den 1930er Jahren wurde der Name auf die heutige Schreibweise verändert. Eine 1946 von der Stadtverwaltung geplante Umbenennung in Julius-Lehmann-Straße wurde nicht vollzogen. | Hohenschönhauser Weg, Ecke Seddiner Straße · Hohenschönhauser Weg, Ecke Marzahner Chaussee |
| Hönower Weg (Lage)             | 1400                                      | Hönow, Ortsteil der Gemeinde Hoppegarten in Brandenburg | 1908                | Der Verkehrsweg verläuft im Bogen nördlich der Bahnanlagen zwischen dem Betriebsbahnhof Rummelsburg und Friedenhorster Straße. Auf einem Rasenrondell vor dem S-Bahn-Zugang ist eine Bronzefigur Frau mit Schwan (auch Akt mit Vogel) von René Graetz zu sehen. | Hönower Weg |
| Hülsenplatz (Lage)             | 080 × 40                                  | Botho von Hülsen (1815–1886), Generalintendant des Königlichen Schauspielhauses Berlin                                                                                                | 1. Dez. 1936        | Die kleine Grünanlage befindet sich im Zentrum der Villenkolonie um den Criegernweg. Bei Errichtung der Wohnhäuser auf dem ehemaligen Treskowschen Gut wurde er als Platz Q bezeichnet. | |
| Huronseestraße (Lage)          | 0500                                      | Huronsee, Gewässer in den USA und Kanada | 5. Juni 1992        | Die Straße verläuft mehrfach abgewinkelt von der Sewanstraße zur Salzmannstraße. Sie war vom Baubeginn des damaligen Hans-Loch-Viertels bis 1992 ein Teil der Hans-Loch-Straße. Bei den durch den Senat von Berlin initiierten Straßenumbenennungen 1992 wurde sie als eigenständige Straße mit neuem Namen versehen. In den Stichstraßen sind auf der West- und Südseite die geraden Hausnummern, auf der Ostseite die ungeraden Hausnummern zu finden. | |
| Im Achterkastell (Lage)        | 0180                                      | Achterkastell, Aufbau für militärische Zwecke auf einem Segelschiff | 29. Juli 2016       | Die Stichstraße zweigt von der Straße An der Hansekogge ab und führt durch eine in den 2010er Jahren entstandene Reihenhaussiedlung im Gensinger Viertel. Der neue Straßenname bezieht sich auf die Skulptur des Koggebrunnens , die ein historisches Segelschiff darstellt. | |
| Köpitzer Straße (Lage)         | 0475                                      | Köpitz, Ort in der Provinz Pommern, seit 1945 Kopice in Polen | 3. Mai 1935         | Die Straße verläuft abgewinkelt zwischen Am Tierpark und Alt-Friedrichsfelde. Die Grundstücke Nr. 7 bis 19 erstrecken sich in Richtung Alfred-Kowalke-Straße entlang einer Grünfläche. Ursprünglich verlief die Straße (damals Victoriastraße) in Nord-Süd-Richtung zwischen Alt-Friedrichsfelde und Massower Straße, die den U-Bahnhof Friedrichsfelde in West-Ost-Richtung mit Alt-Friedrichsfelde verband. Die Massower Straße wurde in den 1970er Jahren verkürzt und ein Teil in die Köpitzer Straße einbezogen. An einem Rondell wurden drei aus Beton und Keramik künstlerisch gestaltete Sitzelemente des Bildhauers Dieter Duschek installiert, die die folgenden Tierfabeln plastisch darstellen: Der Hecht und der Kater (nach Krylow), Das Pferd und der Esel (nach Gleim) und Der Rabe und der Fuchs (nach Lessing). Nur das Letztere der drei ist noch vorhanden. Am Fußweg von dort südwärts zur Alfred-Kowalke-Straße befindet sich seit 1987 ein Sandsteinbrunnen (Entwurf von Hannes Warscycek, Ausführung Horst Scholz). | |
| Kraetkestraße (Lage)           | 0305                                      | Reinhold Kraetke (1845–1934), Staatssekretär des Reichspostamtes; führte 1909 den Postscheckverkehr in Deutschland ein                                                                | 1911                | Die Kraetkestraße verläuft zwischen Zachertstraße und Rummelsburger Straße. Um 1900 hieß sie zunächst Straße 3. Erste Wohnbauten entstanden 1929–1931 nach Plänen des Architekten Jacobus Goettel im Auftrag der ,Stadt-und-Land-Siedlungsgesellschaft’. Die Kraetkestraße bildet mit den benachbarten Straßen Ribbecker, Zachert- und Rummelsburger Straße geschlossene Wohnblöcke mit lichtdurchfluteten Innenhöfen (‚Ulmenhof‘, ‚Erlenhof‘ und ‚Pappelhof‘). Das gesamte Gebäudeensemble steht unter Denkmalschutz. | Erlen- /Ulmenhof |
| Kurze Straße (Lage)            | 0205                                      | Länge der Straße | 1898                | Die Straße verläuft zwischen Alfred-Kowalke-Straße und Massower Straße. 1946 war eine Umbenennung in Gustav-Ansorge-Straße geplant. Markantes Bauwerk ist hier die Kirche Zum Guten Hirten. | Kurze Straße |
| Lincolnstraße (Lage)           | 0830                                      | Abraham Lincoln (1809–1865), Präsident der USA | 24. Mai 1951        | Die Straße verläuft zwischen Einbecker und Rummelsburger Straße. Hier befindet sich eine viergeschossige zusammenhängende und denkmalgeschützte Wohnblockrandbebauung für die ,Heimat Bau und Siedlungsgesellschaft’ in der damaligen Fürst-Hohenlohe-Straße, nach Plänen der Architekten Paul Mebes und Paul Emmerich 1926/1927 errichtet. In dieser Straße ließ der schwedische Bau- und Immobilienkonzern NCC 35 Stadtvillen errichten, die den Namen „Stadtgärten Friedrichsfelde“ erhielten. | Lincolnstraße |
| Löwenberger Straße (Lage)      | 0120                                      | Löwenberg, Ortsteil der Gemeinde Löwenberger Land in Brandenburg | 1912                | Auf einem Stadtplan wurde sie um 1912 als Straße F vermerkt. Die kurze Straße verbindet Alt-Friedrichsfelde mit dem (Westen des) Rosenfelder Rings. Sie ist im Straßenverzeichnis mit 41829 erfasst und gehört zum Kiez Rosenfelder Ring in der Bezirksregion Friedrichsfelde Nord, statistischer Block 14730. An ihrer Westseite liegt das unbebaute Grundstück Alt-Friedrichsfelde 121. Daneben bestanden bis Anfang 2018 in der Löwenberger Straße 1 ein Parkplatz und das 0,23 Hektar große Karree 3–5 an der Ecke zum Rosenfelder Ring mit Flachbauten eines Gewerbehofs. Auf diesen Grundstücken 1/3/5 entsteht eine Wohnbebauung, die Planung für die Fertigstellung 2020 sah 171 Wohnungen, zwei Gewerbeeinheiten und eine Tiefgarage vor. Seit Beginn 2018 wurde Baufreiheit im Karree geschaffen. Der Bau wird auf der gesamten Grundstücksfläche errichtet, wobei nach Bauschild 166 Mietwohnungen (31 m²–117 m²), 40 PKW-Stellplätze und Gewerbeflächen von 28 m² und 130 m² entstehen. An der Ostseite der Straße befand sich bis zur Umgestaltung des Gebietes eine Kleingartenfläche. Am Beginn der 1970er Jahre wurde ein zehngeschossiger Plattenbau der QP71-Serie errichtet, dieser erhielt die Hausnummern 2 und 4, wobei gleichzeitig die Hufeisennummerierung durch die übliche Orientierungsnummerierung ersetzt wurde. Mit der Wende ging der Block in die Verwaltung der Howoge über.> Zur Tilgung von Altschulden waren ab 1990 die Besitzverhältnisse kommunaler Wohnungen nötig. Das Immobilienunternehmen ADO übernahm im März 2014 das Appartementhaus und begann mit der Modernisierung. 2016 waren 250 Wohnungen des privatisierten Wohngebäudes modernisiert, die restlichen 130 werden sukzessive bei Mieterwechsel saniert. | |
| Lüttichauweg (Lage)            | 0325                                      | Lüttichau, Adelsfamilie mit der Familie von Treskow verwandt | 1. Dez. 1936        | Der Namensbezug ist nicht eindeutig geklärt. Die U-förmige Erschließungsstraße liegt im Bereich der Villenanlage um den Criegernweg; bei der Erstbebauung hieß der Weg Straße 125. | |
| Marie-Curie-Allee (Lage)       | 1100                                      | Marie Curie (1867–1934), französische Naturwissenschaftlerin, Nobelpreisträgerin | 31. Mai 1951        | Die Allee verläuft in Nord-Süd-Richtung zwischen der Einbecker Straße (am Zamenhofpark) und der Einmündung in die Rummelsburger Straße. Sie bildet die Grenze zum Ortsteil Rummelsburg. Die an der Westseite der der Allee gelegenen ungeraden Hausnummern sowie das Straßenland liegen in Rummelsburg, während die an der Ostseite gelegenen geraden Hausnummern in Friedrichsfelde liegen. In den 1920er Jahren wurden hier in der damaligen Capriviallee Wohnzeilen und Wohnblöcke errichtet. Bekanntestes Beispiel der denkmalgeschützten Bauten ist der ‚Sonnenhof‘, der von der Marie-Curie-Allee, der Bietzkestraße, der Archenholdstraße und der Delbrückstraße begrenzt wird. Ein kurzer südlicher Abschnitt der Marie-Curie-Allee wurde 1995 in die Rummelsburger Straße einbezogen. – An der Hausnummer 112 befindet sich eine Gedenktafel für den Widerstandskämpfer Herbert Splanemann. | |
| Marzahner Chaussee (Lage)      | 0500 (im Ortsteil)                        | Marzahn, Richtung des Verkehrsweges | vor 1898            | Die Straße verläuft zwischen Alt-Friedrichsfelde und der Allee der Kosmonauten in Marzahn. Die Bahnstrecke Berlin–Kostrzyn bildet die Grenze zwischen beiden Ortsteilen. Zuerst hieß der Verkehrsweg Kreis-Chaussee. Im Adressbuch von 1900 findet sich der Hinweis: Kirchhof ‚An der Marzahnerstr.‘ Die folgende Namensgebung: 1906 Marzahner Chaussee, 1925 bis um 1934 Friedrichsfelder Chaussee, dann wieder Marzahner Chaussee. 1935 wurde der nördliche Teil der Victoriastraße mit einbezogen. Am Friedrichsfelder Abschnitt befindet sich der im 18. Jahrhundert angelegte Gemeindefriedhof von Friedrichsfelde, der unter Denkmalschutz steht. Auf der gegenüberliegenden Straßenseite entstanden in den 1990er Jahren neue Wohnbauten. | |
| Massower Straße (Lage)         | 0450                                      | Massow, Ort in der Provinz Pommern, seit Ende der 1940er Jahre Maszewo in Polen | 11. Mai 1938        | Die Straße verbindet die Einbecker Straße mit der Straße Am Tierpark. Die ehemalige Friedrichstraße führte bis in die 1970er Jahre in West-Ost-Richtung bis zur Straße Alt-Friedrichsfelde. Mit der Neubebauung östlich der Straße Am Tierpark wurde die Straße verkürzt. Der abgetrennte Teil wurde in die Köpitzer Straße einbezogen, ein weiterer Teil wurde überbaut. | |
| Mellenseestraße (Lage)         | 0515                                      | Mellensee, Gewässer in Brandenburg | 17. Dez. 1969       | Die Straße verbindet die Dolgenseestraße mit der Sewanstraße. Sie entstand beim zweiten Bauabschnitt des damaligen Hans-Loch-Viertels. | |
| Michiganseestraße (Lage)       | 0640                                      | Michigansee, Gewässer in den USA | 5. Juni 1992        | Sie verbindet die Sewanstraße mit der Dolgenseestraße. Sie ist im Rahmen des zweiten Bauabschnitts des damaligen Hans-Loch-Viertels entstanden und war zunächst Bestandteil der Hans-Loch-Straße. Anlässlich der Umbenennungen wurde ihr ein eigenständiger Name gegeben. | |
| Moldaustraße (Lage)            | 0540                                      | Moldau, Fluss in Tschechien | 9. Juli 1965        | Die Moldaustraße verläuft mehrfach abgewinkelt mit Grünanlagen zwischen den Wohnblöcken von der Volkrad- bis zur Balatonstraße. Der Verkehrsweg wurde im Rahmen des zweiten Bauabschnitts der Hans-Loch-Straße angelegt und zunächst als Neubaustraße 2/6 bezeichnet. | Wohnbeispiel |
| Neuer Feldweg (Lage)           | 060                                       | Feldweg, unbefestigte Straße ohne Randbebauung | unbekannt           | Der Neue Feldweg verbindet den Hönower Weg und die Wallensteinstraße im Ortsteil Karlshorst. Er unterquert den Bahndamm der VnK-Strecke (siehe Bild). Im kurzen Friedrichsfelder Abschnitt befinden sich beiderseits Kleingärten. | |
| Ontarioseestraße (Lage)        | 0300                                      | Ontariosee, Gewässer in den USA und Kanada | 5. Juni 1992        | Die Straße zweigt in südlicher Richtung von der Sewanstraße ab. Bei der Erstanlage war sie Teil der Hans-Loch-Straße. Anlässlich deren Umbenennung in Sewanstraße im Jahr 1992 erhielt sie einen eigenen Namen. An ihr, an eine kleine Rasenfläche angrenzend, stehen denkmalgeschützte Hallen des Wasserwerkes Friedrichsfelde (Triftweg II), von denen ein Teil als Einkaufszentrum umgestaltet wurde. | |
| Otto-Schmirgal-Straße (Lage)   | 0250                                      | Otto Schmirgal (1900–1944), kommunistischer Widerstandskämpfer, Mitglied der Gruppe Robert Uhrig                                                                                      | 14. Jan. 1976       | Die im dritten Bauabschnitt des ehemaligen Hans-Loch-Viertels angelegte Straße verläuft in West-Ost-Richtung zwischen Am Tierpark und Erieseering. | |
| Paul-Gesche-Straße (Lage)      | 0345 + 345 (Ast)                          | Paul Gesche (1907–1944), kommunistischer Widerstandskämpfer | 14. Jan. 1976       | Die Straße entstand für die Erschließung der Neubauten südlich der Straße Alt-Friedrichsfelde und westlich der Robert-Uhrig-Straße. Sie umschließt dabei nördlich und südlich einen Gebäudeblock. | |
| Rhinstraße (Lage)              | 1360 (im Ortsteil)                        | Rhin, Fluss in Brandenburg | 1912                | Die Süd-Nord-Verbindungsstraße zwischen Alt-Friedrichsfelde und Landsberger Allee liegt bis zur Ortsteilgrenze zu Marzahn am S-Bahnhof Friedrichsfelde Ost in Friedrichsfelde. Erst durch die Anlage des Wohngebiets Rosenfelder Ring wurde sie in diesem Bereich als breiter Verkehrsweg ausgebaut. Sie trug die Erstbezeichnung Mühlenberg. Der alte Name ist in der Kleingartenanlage ‚Mühlenberg‘ erhalten. Erwähnenswert ist das Doppelhochhaus in der Rhinstraße 2/4 an der Kreuzung mit der Straße Alt-Friedrichsfelde (siehe oberes Bild): ein Gebäude ist 18 Etagen, das andere 21 Etagen hoch (63 m). Der Plattenbau vom Typ WHH GT 18/21 mit 296 Wohnungen gehört zu den größten Typenbauten der DDR. Der Eigentümer, die Wohnungsbaugesellschaft Howoge, saniert den Komplex bis Ende 2024 und baut ihn energetisch um. Er soll dann die Anforderungen an ein KfW-Effizienzhaus 55EE erfüllen. | Rhinstraße, nordwärts · Rhinstraße, südwärts |
| Ribbecker Straße (Lage)        | 0245                                      | Ribbeck, Ortsteil der Stadt Nauen in Brandenburg | 31. Mai 1951        | Sie beginnt als Sackgasse nördlich der Einbecker Straße und setzt sich dann nach Süden bis zur Rummelsburger Straße fort. Bei der Bebauung des Gebietes westlich des alten Dorfkerns wurde sie um 1910 als Solzstraße angelegt. Durch Umbenennung von Straßen, die nach Adelsfamilien hießen, erhielt der Verkehrsweg die heutige Bezeichnung. | |
| Robert-Uhrig-Straße (Lage)     | 0670                                      | Robert Uhrig (1903–1944), kommunistischer Widerstandskämpfer | 31. Mai 1951        | Die Straße verläuft zwischen Alt-Friedrichsfelde und Rummelsburger Straße und kreuzt dabei am U-Bahnhof Friedrichsfelde die Einbecker Straße. Bis 1976 hieß der nördliche Teil Luisenstraße, der südliche bis 1951 Fürst-Radolin-Straße, dann Urigstraße, später wurde die Schreibweise in Uhrigstraße korrigiert. Beide Teile wurden 1976 zur Robert-Uhrig-Straße zusammengefasst. An der Kreuzung mit der Einbecker Straße verbirgt sich in einer Grünanlage eine überlebensgroße Figurengruppe Mutter mit Kind, hergestellt von dem Bildhauer Manfred Strehlau aus Naturwerkstein und 1987 hier platziert. Dem auf dem Schoß der Frau sitzenden Kind fehlt seit mehreren Jahren der Kopf. Am Südende hat die Wohnungsbaugenossenschaft ,Vorwärts’ ihr Verwaltungsgebäude errichtet, vor dem eine Bronzefigur aufgestellt wurde. – Die Bilder zeigen den Blick vom Südende nach Norden. | |
| Rosenfelder Ring (Lage)        | 1880 (sowie weitere 8 und 4 Stichstraßen) | Rosenfelde, historischer Name von Friedrichsfelde | 23. Juli 1965       | Die ringförmig angelegte Erschließungsstraße im Wohnkomplex zwischen der Straße Alt-Friedrichsfelde und der Bahnstrecke Berlin–Kostrzyn besitzt kurze Seitenarme. Vor dem Ärztehaus Rosenfelder Ring 15 (in der DDR Ambulatorium Dr. Herbert Baer) steht eine Bronzefigur Frau, geschaffen von Karl Lemke. Früher vorhandene Kunstwerke (eine Brunnenanlage Osterpyramide und ein Ungarischer Brunnen von Lore Plietsch auf einem Schulhof) sind umgesetzt oder eingelagert worden, weil das Schulgebäude abgerissen wurde. Dafür ließ das Bezirksamt Lichtenberg an dieser Stelle den Quartierspark Rosenfelder Ring anlegen. | |
| Rosenfelder Straße (Lage)      | 0400 (im Ortsteil)                        | Rosenfelde, historischer Name von Friedrichsfelde | um 1910             | Die Straße verläuft zwischen der Trasse der Bahnstrecke Berlin–Kostrzyn im Norden und der Irenenstraße im Süden und kreuzt dabei die Frankfurter Allee / Straße Alt-Friedrichsfelde. Sie ist Teil des ehemaligen Triftwegs, der von der Frankfurter Chaussee bis zur Chaussee nach Cöpenick führte. Bei der Anlage von Neu-Lichtenberg wurde der Weg in mehrere Abschnitte unterteilt, nur der nördlichste Bereich erhielt um 1910 den Namen Rosenfelder Straße. Die westliche Straßenseite gehört zum Ortsteil Rummelsburg. | Rosenfelder Straße, nördlicher Abschnitt |
| Rummelsburger Straße (Lage)    | 1500                                      | Rummelsburg, benachbarter Ortsteil | 1882                | Die Straße verläuft zwischen der Sewanstraße im Südwesten und der Einbecker Straße im Nordosten. Die geraden Hausnummern von 86 bis 92 liegen in Rummelsburg. Das südliche Ende der Marie-Curie-Allee wurde 1995 in die Rummelsburger Straße einbezogen. Drei Grundstücke wurden dabei umnummeriert. In der Straße ist der alte Gemeindefriedhof erhalten, auf dem sich unter anderem das Grab von Adolph Schlicht, dem ersten Gemeindevorsteher von Boxhagen-Rummelsburg befindet. Außerdem sind auf einer Rasenfläche Opfer des Zweiten Weltkrieges in einem kleinen Ehrenhain bestattet. Als weiteres Baudenkmal steht an der Straße die Turnhalle der Gemeindeschule Friedrichsfelde. Das untere Foto zeigt die Straße mit Blickrichtung westwärts an der Ecke Ribbecker Straße. Eine gleichnamige Straße gibt es im Ortsteil Oberschöneweide. | |
| Salzmannstraße (Lage)          | 0400                                      | Hermann Salzmann, Landwirt und Gärtnereibesitzer in Friedrichsfelde | vor 1920            | Die Straße beginnt im Norden an der Sewanstraße und endet im Süden als Sackgasse am Kraatz-Tränke-Graben. Gegenüber dem Sportplatz Dolgenseestraße befinden sich kleine Backsteingebäude in typischer Industriearchitektur. Sie gehören zum ehemaligen Wasserwerk Friedrichsfelde (Triftweg II) und wurden von den Mitarbeitern als Sozialgebäude genutzt. Seit einigen Jahren stehen die Bauten leer (siehe Bild). | |
| Schwarzmeerstraße (Lage)       | 1000                                      | Schwarzes Meer | 9. Juli 1965        | Sie wurde bei der Errichtung des zweiten Bauabschnittes des Hans-Loch-Viertels angelegt und zunächst als Neubaustraße K bezeichnet. Sie ist kammförmig gegliedert östlich der Volkradstraße. | |
| Seddiner Straße (Lage)         | 0300                                      | Seddin, Ortsteil der Gemeinde Groß Pankow in Brandenburg | 1912                | Die Straße verläuft zwischen Marzahner Chaussee und Rhinstraße am S-Bahnhof Friedrichsfelde Ost. Bei der Erstanlage begann die Straße im Westen an der Rosenfelder Straße und endete bereits an der Rhinstraße. Sie war noch 1914 „unbebaut“. Später wurde sie durch Gartenkolonien bis zur Marzahner Chaussee verlängert und war damit mehr als doppelt so lang wie heute. Nach Errichtung der Plattenbauten im westlichen Bereich erhielt dieser Straßenabschnitt den neuen Namen Rosenfelder Ring. Das Foto zeigt die Seddiner Passagen im Osten der Straße. | |
| Sewanstraße (Lage)             | 2170 (sowie zahlreiche Stichstraßen)      | Sewansee, Gewässer in Armenien | 5. Juni 1992        | Die Hauptverkehrsstraße des Sewanviertels verläuft von der Rummelsburger Straße bis zur Straße am Tierpark. Bei ihrer Bebauung auf ehemaligem Kleingartengelände erhielt der Triftweg im Juli 1961 den Namen Hans-Loch-Straße, der auch für das gesamte Neubaugebiet namensgebend war. Einige der Plattenbauten wurden mit Kunst am Bau aufgewertet, die nach den Sanierungen meist nicht mehr vorhanden ist. In der Sewanstraße 43/43a befinden sich in einem früheren Schulgebäude die Kultschule. und das Jugendfunkhaus | |
| Splanemannstraße (Lage)        | 0230                                      | Herbert Splanemann (1912–1945), kommunistischer Widerstandskämpfer | 31. Mai 1951        | Die Straße, zwischen Ontarioseestraße und Friedenhorster Straße gelegen, hieß zuvor Kriegerheimstraße. Die Straße ist auch Namensgrundlage für die hier 1926–1927 als Kriegerheimsiedlung errichtete Splanemannsiedlung, die erste Plattenbausiedlung in Deutschland, die unter Denkmalschutz steht. In der Marie-Curie-Allee, der letzten Wohnstätte von Splanemann, befindet sich eine Gedenktafel. | |
| Upstallweg (Lage)              | 0390                                      | „Upstall“ (= Aufstellfläche), norddeutsche Bezeichnung für ein eingezäuntes Flurstück, das die Dorfgemeinschaft gemeinsam als Weidegebiet nutzte                                      | um 1850             | Der Weg existiert seit dem 19. Jahrhundert. Er begann im Westen an der Volkradstraße, verlief durch Kleingartenanlagen und endete im Osten an der heutigen Straße Am Tierpark. Durch die Bebauung rund um die Sewanstraße wurde er auf einen Fußweg zwischen Moldaustraße und Erich-Kurz-Straße verkürzt. | |
| Volkradstraße (Lage)           | 0770                                      | Volkrad, männlicher Vorname | 9. Nov. 1926        | Sie verläuft in Nord-Süd-Richtung zwischen Rummelsburger Straße und Sewanstraße. Sie wurde bei der Errichtung der Kriegerheimsiedlung angelegt und später bei der Entstehung des ehemaligen Hans-Loch-Viertels mit Mietwohnhäusern erschlossen. Die Passage Volkradstraße entstand zu DDR-Zeiten als stark frequentiertes Einkaufszentrum (siehe Bild, Juli 1967). Die Ecke Volkrad- / Baikalstraße ist mit einer lebensgroßen Sandsteinfigur des Künstlers Karl Lemke Frauenakt (auch Die Badende) geschmückt, die hier seit 1982 steht. Ein weiteres Kunstwerk – eine Bronzegruppe Mutter mit Kind – befindet sich ebenfalls an der Passage; der Künstler ist nicht bekannt. | Sandsteinfigur „Frauenakt“ |
| Zachertstraße (Lage)           | 0810 (im Ortsteil)                        | Eduard Zachert (1881–1943), sozialdemokratischer Politiker und Widerstandskämpfer | 31. Mai 1951        | Die Straße beginnt als Fortsetzung der Margaretenstraße im Ortsteil Rummelsburg und endet an der Einbecker Straße. Bei der baulichen Erschließung des Wohngebietes um 1900 wurde sie als Miquelstraße bezeichnet. Das Stadion Friedrichsfelde mit seinen Sportplätzen wird durch die Zachert-, Kraetke-, Rummelsburger und Eggersdorfer Straße begrenzt (siehe Bild). Die Sportanlagen sind 1920 entstanden und nach der Beseitigung von Kriegstrümmern in den späten 1940er Jahren vergrößert worden. Betreiber ist der Sportverein SC Borussia 1920 Friedrichsfelde. Die Kleingartenanlage „Grüner Grund“ (Nr. 39–45) besteht seit 1922. | |
| Zobtener Straße (Lage)         | 0300 (im Ortsteil)                        | Zobten, Name zweier Orte in der Provinz Niederschlesien, seit Ende der 1940er Jahre Sobota (Ortsteil von Lwówek Śląski) bzw. Sobótka in Polen, die genaue Zuordnung ist nicht geklärt | 1914                | Die Straße zwischen Schlichtallee und Betriebsbahnhof Rummelsburg liegt zum größten Teil im Ortsteil Rummelsburg; zu Friedrichsfelde gehören die Hausnummern 73, 75 und 77. Der frühere Parallelweg, wie die Straße zu Beginn des 20. Jahrhunderts genannt wurde, erhielt 1914 einen neuen Namen. | |
| Zornstraße (Lage)              | 090                                       | Hugo Zorn von Bulach (1851–1921), elsässischer Politiker | 1911                | Die kurze Stichstraße zweigt von der Ribbecker Straße östlich ab. Bei der Erstanlage des Straßennetzes wurde sie als Straße 73 geführt. Die Straße entging 1946 einer eventuellen Umbenennung, wohl weil kaum noch jemand den eigentlichen Namensgeber kannte. | |
| Zum Betriebsbahnhof (Lage)     |                                           | Zum Betriebsbahnhof | 13. Juli 2017       | Der bis dahin namenlose Fußweg zum Betriebsbahnhof Rummelsburg erhielt seinen Namen, um die Orientierung im Wohngebiet Sewanviertel zu verbessern. Es handelt sich um gewidmetes Straßenland. | Bild gesucht Die Wikipedia wünscht sich an dieser Stelle ein Bild. Weitere Infos zum Motiv findest du vielleicht auf der Diskussionsseite . Falls du dabei helfen möchtest, erklärt die Anleitung , wie das geht. |
| Zur Märkischen Aue (Lage)      | 0700                                      | Kleingartenanlage Märkische Aue | 6. Dez. 2022        | Der bis dahin namenlose Hauptdurchgangsweg durch die Kleingartenanlage Märkische Aue verbindet die Rummelsburger Straße und die Moldaustraße. Er wurde 2015 als öffentliches Straßenland gewidmet. | |

## Ehemalige und geplante Straßen und Plätze
(ohne Längenangaben und Geokoordinaten)
Quellen: Kauperts.de, historische Berliner Stadtpläne (1926, 1943, 1946) und Berliner Adressbücher (Vororte: Friedrichsfelde mit Karlshorst) von 1890 bis 1928
| Name; ggf. Bild                                         | Namensherkunft                                                                                          | Benennung     | Aufhebung                                  | Anmerkungen, ggf. heutiger Name |
| ------------------------------------------------------- | --- | ------------- | ------------------------------------------ | --- |
| Achillesplatz                                           | Achilles, Gestalt der griechischen Mythologie                                                           | 1913          | 23. Juli 1965                              | Er war ein Stadtplatz auf der Fläche des heutigen Wohngebiets Rosenfelder Ring. Der Name des Platzes verschwand bereits 1935 aus Karten und Adressbüchern, wurde allerdings erst 1965 amtlich aufgehoben. |
| Amaltheastraße                                          | Amaltheia, griechische Nymphe                                                                           | 1913          | 23. Juli 1965                              | Die Straße lag auf dem Territorium des heutigen Wohngebiets Rosenfelder Ring und wurde aufgehoben. |
| Beseler Straße                                          | Hans von Beseler (1850–1921), preußischer Generaloberst, Mitglied des Preußischen Herrenhauses          | 1912          | 1933                                       | Zuerst wurde sie Beselerstraße geschrieben. Bis 1926 vermerkten die Adressbücher hier „unbebaut“. Die Straße verband die Kraetke- mit der Eggersdorfer Straße und wurde aufgehoben. |
| Capriviallee                                            | Leo von Caprivi (1831–1899), deutscher Reichskanzler                                                    | 1902          | 31. Mai 1951                               | Zuerst wurde sie Caprivi-Allee geschrieben. →Marie-Curie-Allee |
| Dallwitzstraße                                          | Johann von Dallwitz (1855–1919), preußischer Politiker und Jurist                                       | 1912          | 31. Mai 1951                               | →Eggersdorfer Straße |
| Dominikanerstraße                                       | Dominikaner, katholischer Orden                                                                         | 1913          | 23. Juli 1965                              | Sie verlief in Nord-Süd-Richtung auf der Fläche des späteren Wohngebiets Rosenfelder Ring und wurde aufgehoben. |
| Dorfstraße                                              | vom Angerdorf Friedrichsfelde abgeleitet                                                                | 1650          | 1850                                       | Haus Nummer 7 (Parterre und 1. Etage) waren der Conzertgarten und Sommertheater Paul Schwarz (siehe histor. Ansichtskarte). Von 1850 bis 1976: Wilhelmstraße, →Alfred-Kowalke-Straße |
| Eisenbahn Weg (a. d. Prinzenallee)                      | Preußische Ostbahn                                                                                      | 1890          | vor 1913                                   | Der Weg, im Adressbuch von 1889 als bereits mit zwei Häusern bebaut angegeben, wurde um 1913 für den Bau der ersten Lichtenberger Brücke aufgehoben. |
| Friedrichstraße                                         | Friedrich III. (1657–1713), König in Preußen                                                            | 1895          | 31. Mai 1951                               | →Massower Straße |
| Friesacker Straße                                       | Friesack, Stadt in Brandenburg                                                                          | 1913          | 23. Juli 1965                              | Die Straße lag auf dem Territorium des heutigen Wohngebiets Rosenfelder Ring. Bereits 1935 wurde sie in Karten und Adressbüchern gelöscht, aber erst mit der Anlage des Wohngebiets Rosenfelder Ring amtlich aufgehoben. |
| Fürst-Bismarck-Straße                                   | Otto von Bismarck (1815–1898), deutscher Reichskanzler                                                  | 1903          | 31. Mai 1951                               | →Bietzkestraße |
| Fürst-Hohenlohe-Straße                                  | Chlodwig Fürst zu Hohenlohe-Schillingsfürst (1819–1901), deutscher Reichskanzler                        | 1902          | 31. Mai 1951                               | →Lincolnstraße |
| Fürst-Radolin-Straße                                    | Hugo Fürst von Radolin (1871–1914), preußischer Hofbeamter und Diplomat                                 | 1902          | 31. Mai 1951                               | →Robert-Uhrig-Straße (zuerst nur Uhrigstraße) |
| Gustav-Ansorge-Straße                                   | Gustav Ansorge, Politiker (SPD)                                                                         | 1946          | nur geplant                                | Die 1946 diskutierte Umbenennung für die Kurze Straße wurde amtlich nicht bestätigt. |
| Hans-Loch-Straße                                        | Hans Loch (1898–1960), Vorsitzender der LDPD, Finanzminister der DDR                                    | 16. Juli 1961 | 4. Juni 1992                               | Zuerst war es der Triftweg. Das Bild zeigt die ersten fertigen Plattenbauten in der damaligen Hans-Loch-Straße im Jahr 1969. →Sewanstraße |
| Henriettenstraße                                        | Luise Henriette (1627–1667), Kurfürstin von Brandenburg                                                 | 1914          | 23. Juli 1965                              | Die Straße lag auf dem Areal des heutigen Wohngebiets Rosenfelder Ring und wurde aufgehoben. |
| Julius-Lehmann-Straße                                   | Julius Lehmann, im Nationalsozialismus ermordetes KPD-Mitglied                                          | 1946          | nur geplant                                | 1946 war eine Umbenennung des Hohenschönhauser Wegs geplant. |
| Karlsburger Straße (auch: Karlsburgstraße)              | Karlsburg, seit den 1940er Jahren Alba Iulia, Stadt in Rumänien                                         | 1914          | 23. Juli 1965                              | Die Straße lag auf der Fläche des heutigen Wohngebiets Rosenfelder Ring. In Dokumenten wurde sie bereits seit 1935 nicht mehr geführt. Eine amtliche Aufhebung erfolgte erst bei der Errichtung der Neubauten. |
| Kriegerheimstraße                                       | Heim für Kriegsinvaliden                                                                                | um 1900       | 31. Mai 1951                               | In den Adressbüchern zwischen 1895 und 1927 ist diese Straße nicht verzeichnet, als Quelle dienen daher die Angaben auf Luise-Berlin. Das Heim für versehrte Teilnehmer des Ersten Weltkriegs wurde 1926 im Auftrag des „Reichsverbandes der Kriegsbeschädigten“ nach Unterlagen von Martin Wagner errichtet. Im Jahr 1928 steht als ein wichtiger Bewohner die Gemeinnützige Reichsbundkriegerheimsiedlung im Adressbuch. →Splanemannstraße |
| Lindequiststraße                                        | Friedrich von Lindequist (1862–1945), preußischer Diplomat                                              | 1912          | um 1933                                    | Zwischen dem Ersteintrag im Adressbuch 1912 und 1926 wurde sie als „unbebaut“ geführt. Ihr Ende ist nicht dokumentiert. |
| Luisenstraße                                            | Luise von Mecklenburg-Strelitz, Königin von Preußen                                                     | 1897          | 14. Jan. 1976                              | Die erste Schreibweise war Louisenstraße. Ab 1912 hieß sie Luisenstraße. 1976 erfolgte zusammen mit der Urigstraße eine Umbenennung in →Robert-Uhrig-Straße. |
| Miquelstraße                                            | Johannes von Miquel (1828–1901), preußischer Staats- und Finanzminister                                 | um 1902       | 31. Mai 1951                               | Im Adressbuch von 1902 sind eine Gärtnerei und vier Baustellen erwähnt. Bereits 1911 war die Straße umfangreich bebaut. →Zachertstraße |
| Mühlenberg                                              | Windmühle, die hier auf einem Hügel gestanden hatte                                                     | 1897          | 1912                                       | Bei der ersten Nennung im Adressbuch war nur das „Treskow’sche Haus“ aufgeführt. 1902 wurden außerdem eine Wildhandlung und ein Wohnhaus des „Mühlenmeisters“ genannt. Seit 1911 ist die Straße umfangreich bebaut. → Rhinstraße |
| Munziger Straße                                         | Munzig, Ortsteil der Gemeinde Klipphausen in Sachsen                                                    | unbekannt     | um 1970                                    | Sie war auf dem Gebiet des heutigen Gensinger Viertels gelegen, später wurde sie vollständig überbaut. |
| Prinzenallee (a. d. Ostbahn)                            | Prinz                                                                                                   | vor 1887      | 24. Mai 1951                               | Bei der Erwähnung im Adressbuch 1889 (Vororte mit Lichtenberg, Wilhelmsberg und Friedrichsberg) gibt es hier bereits 29 bebaute Parzellen. Man nimmt an, dass sie eine der ältesten Straßen des Ortsteils ist. Später wurde sie verlängert und 1951 in Einbecker Straße umbenannt. |
| Privatstraße (a. d. Frankfurter Chaussee)               | Lagebeschreibung                                                                                        | 1880          | um 1882                                    | Bei der Ersterwähnung im Adressbuch waren fünf Häuser und eine Baustelle eingetragen. Ihr Ende ist nicht dokumentiert. |
| Schloßstraße                                            | Schloss Friedrichsfelde und umgebender Park                                                             | 1850          | 1955                                       | Zuerst hieß sie Chaussee nach Cöpenick (Richtung zur damaligen Stadt Cöpenick). →Am Tierpark. |
| Solzstraße                                              | August Freiherr von Trott zu Solz (1855–1938), preußischer Politiker                                    | um 1910       | 31. Mai 1951                               | Laut Bebauungsplan wurde sie als Straße 2 angelegt. →Ribbecker Straße |
| Straße der Befreiung                                    | Tag der Befreiung, (Ende des Zweiten Weltkriegs in Europa)                                              | 3. Mai 1975   | 31. Jan. 1992                              | Durch diese Straße zog die Rote Armee bis in das Berliner Stadtzentrum. →Alt-Friedrichsfelde |
| Sydowstraße                                             | Reinhold von Sydow oder Rudolf von Sydow, beides preußische Politiker (ungeklärt)                       | 1914          | 15. Juli 1961                              | Diese Straße, bis 1926 noch nicht bebaut, verband die Fürst-Radolin-Straße mit der Solzstraße. Ihr Ende ist nicht sicher dokumentiert. |
| Tirpitzstraße                                           | Alfred von Tirpitz (1849–1930), Großadmiral der deutschen Hochseeflotte                                 | 1912          | um 1933                                    | Die Straße, noch 1914 nicht bebaut, verband die Solzstraße mit der Dallwitzstraße und verlief parallel zur Miquelstraße nördlich von ihr. Ihr Ende ist nicht sicher dokumentiert. |
| Treskowallee                                            | Carl von Treskow (1787–1846), Besitzer des Gutes Friedrichsfelde                                        | 1900          | 1946 (nur für das eh. nördliche Teilstück) | →Am Tierpark Der erhaltene Straßenbereich Treskowallee gehört komplett zu Berlin-Karlshorst. |
| Triftweg                                                | eine in früheren Jahrhunderten von Nordwest nach Südost führende Viehtrift                              | im 13. Jhd.   | 15. Juli 1961                              | Die erste Wohnbebauung 1925/1926 erfolgte nach Plänen des Berliner Stadtbaurates Martin Wagner. Bekannt an diesem Verkehrsweg sind die zwischen 1892 und 1912 errichteten drei Bauabschnitte des Wasserwerkes Friedrichsfelde (Triftweg I, II, III). Die spätere Hans-Loch-Straße (seit 1992 →Sewanstraße) folgt in großen Teilen dem Verlauf des früheren Triftweges.                                                                       |
| Victoriastraße (später auch Viktoriastraße geschrieben) | Victoria, preußische Königin und deutsche Kaiserin                                                      | 1897          | 3. Mai 1935                                | Infolge der ersten Straßenveränderungen wurde diese Straße aufgehoben. Teile gingen in der Rhinstraße und in der Marzahner Chaussee auf. |
| Vierradener Platz                                       | seit 2003, ehemalige Kleinstadt, seit 2003 Ortsteil der Stadt Schwedt in Brandenburg                    | 1913          | 23. Juli 1965                              | Der Platz in einer Kleinwohnsiedlung nördlich der Frankfurter Allee verlor bei der Bebauung durch das Wohngebiet Rosenfelder Ring seinen Namen. Die Fläche wurde begrünt, aber nicht bebaut (siehe Bild). |
| Walderseestraße                                         | Alfred Graf von Waldersee (1832–1904), preußischer Generalfeldmarschall                                 | um 1902       | 31. Mai 1951                               | →Archenholdstraße |
| Wedelplatz                                              | Wilhelm von Wedel-Piesdorf (1837–1915), preußischer Politiker                                           | 1914          | um 1935                                    | Der Platz lag an der Miquelstraße zwischen Dallwitzstraße und Fürst-Hohenlohe-Straße im Bereich des heutigen Wohnquartiers um die Paul-Gesche-Straße und wurde aufgehoben. |
| Wermuthplatz                                            | Adolf Wermuth (1855–1927), Jurist und Mitglied des Preußischen Herrenhauses                             | 1912          | 23. Juli 1965                              | Der Platz befand sich an der Ecke Einbecker Straße Solzstraße und wurde aufgehoben. |
| Werner-Lamberz-Straße                                   | Werner Lamberz (1929–1978), DDR-Politiker                                                               | 1979          | 8. Jan. 1992                               | →Gensinger Straße |
| Wilhelmstraße                                           | Wilhelm, männlicher Vorname, der Name nahme Bezug auf den deutschen Kaiser Wilhelm                      | 1900          | 14. Jan. 1976                              | →Alfred-Kowalke-Straße |
| Wustrauer Straße                                        | Wustrau, ehemals selbstständige Gemeinde, seit 2003 Gemeindeteil der Gemeinde Fehrbellin in Brandenburg | um 1913       | 23. Juli 1965                              | Die Straße lag auf dem Areal des heutigen Wohngebiets Rosenfelder Ring und wurde aufgehoben. |

- Erläuterung:
Gondorfer Straße, Gülser Weg, Kröver Straße, Eltzbach-Weg, Merler Weg und Valwiger Weg wurden einige Jahre im Nordost-Bereich von Friedrichsfelde geführt, östlich vom Magerviehhof Friedrichsfelde.[73] Seit 2001 gehören sie zum Straßenbereich in Berlin-Marzahn oder sind aufgehoben.

## Kleingartenanlagen
Durch das weit auseinander liegende Wege- und Straßennetz sind zwischen den verschiedenen Wohnquartieren fünf Kleingartenanlagen (KGA) erhalten, die gelegentlich auch als ‚Kolonien‘ bezeichnet werden. Das sind:
| Name/Lage                                         | Länge/Maße (in Metern) | Namensherkunft                                        | Benennung | Anmerkungen | Bild |
| ------------------------------------------------- | ---------------------- | ----------------------------------------------------- | --------- | --- | ---- |
| KGA ,Akazienwäldchen‘ (Lage)                      | 080 × 30               | Akazie, Laubbaum                                      | 1930      | Die KGA liegt an der Marzahner Chaussee 18 südlich des Alten Friedrichsfelder Friedhofs. Sie besteht nur aus neun Parzellen. |      |
| KGA ,Grüner Grund‘ Zachertstraße 39–45 (Lage)     |                        |                                                       | 1922      | Sie liegt im Karree Einbecker, Ribbecker, Zachert- und Lincolnstraße. 34 Parzellen sind unter der amtlichen Adresse Zachertstraße 39–45 zu finden. |      |
| KGA ,Märkische Aue‘ Rummelsburger Straße 1 (Lage) | 250 × 150              | Mark Brandenburg und Aue für feuchte Niederung        | 1932      | Die Kleingartenanlage zwischen Am Lindenplatz (östlich der Schwarzmeerstraße), dem Betriebsgelände der U-Bahn (östlich), dem Tränkegraben (südlich) und der Straßenkreuzung Alfred-Kowalke-/ Rummelsburger Straße (nördlich) umfasst 175 Parzellen. Der Sportclub Borussia Friedrichsfelde organisiert in dem Gartengelände seit 1993 den Friedrichsfelder Gartenlauf als Volkssportveranstaltung.  |      |
| KGA ,Mühlenberg‘ (Lage)                           | 270 × 160              | Mühle, früher hier vorhandene Windmühlen auf dem Hang | 1928      | Zwischen Rhinstraße, Hohenschönhauser Weg und Seddiner Straße liegen 59 Parzellen, deren Zugang vom Hohenschönhauser Weg erfolgt. Drei Nord-Süd-Wege und ein Ost-West-Weg erschließen das Gelände. |      |
| KGA ,Seddiner Straße‘ (Lage)                      |                        | anliegende Seddiner Straße                            | um 1900   | Die Gartenanlage wurde wahrscheinlich zu Beginn des 19. Jahrhunderts gegründet. Dabei umfasste sie den gesamten Bereich zwischen der Löwenberger Straße und dem nördlichen Bahngelände bis zur Marzahner Chaussee. Durch die Anlage des Neubauviertels Rosenfelder Ring wurde sie auf einen kleinen Rest von fünf Parzellen zwischen Seddiner Straße, Marzahner Chaussee und Bahngelände reduziert. |      |

## Parkanlagen
- Tierpark Berlin
- Quartierspark Rosenfelder Ring
- Zamenhofpark